# Nio EP9
La Nio EP9 (chinois : 蔚来EP9 ; pinyin : Wèilái EP9) est une voiture de sport biplace à énergie électrique fabriquée le constructeur automobile chinois Nio, assisté de sa division de Formule E NEXTEV NIO Formula E Team.
Cette voiture de sport a battu plusieurs records du monde sur différents circuits, dont le Nürburgring Nordschleife.

## Historique
Développée et construite en dix-huit mois, l'EP9 fait ses débuts à la galerie Saatchi de Londres, en Angleterre. 
Six EP9 ont été vendues à des investisseurs de Nio pour 1,2 million de dollars chacune. Nio a annoncé que dix EP9 supplémentaires seraient vendues au grand public.

## Caractéristiques

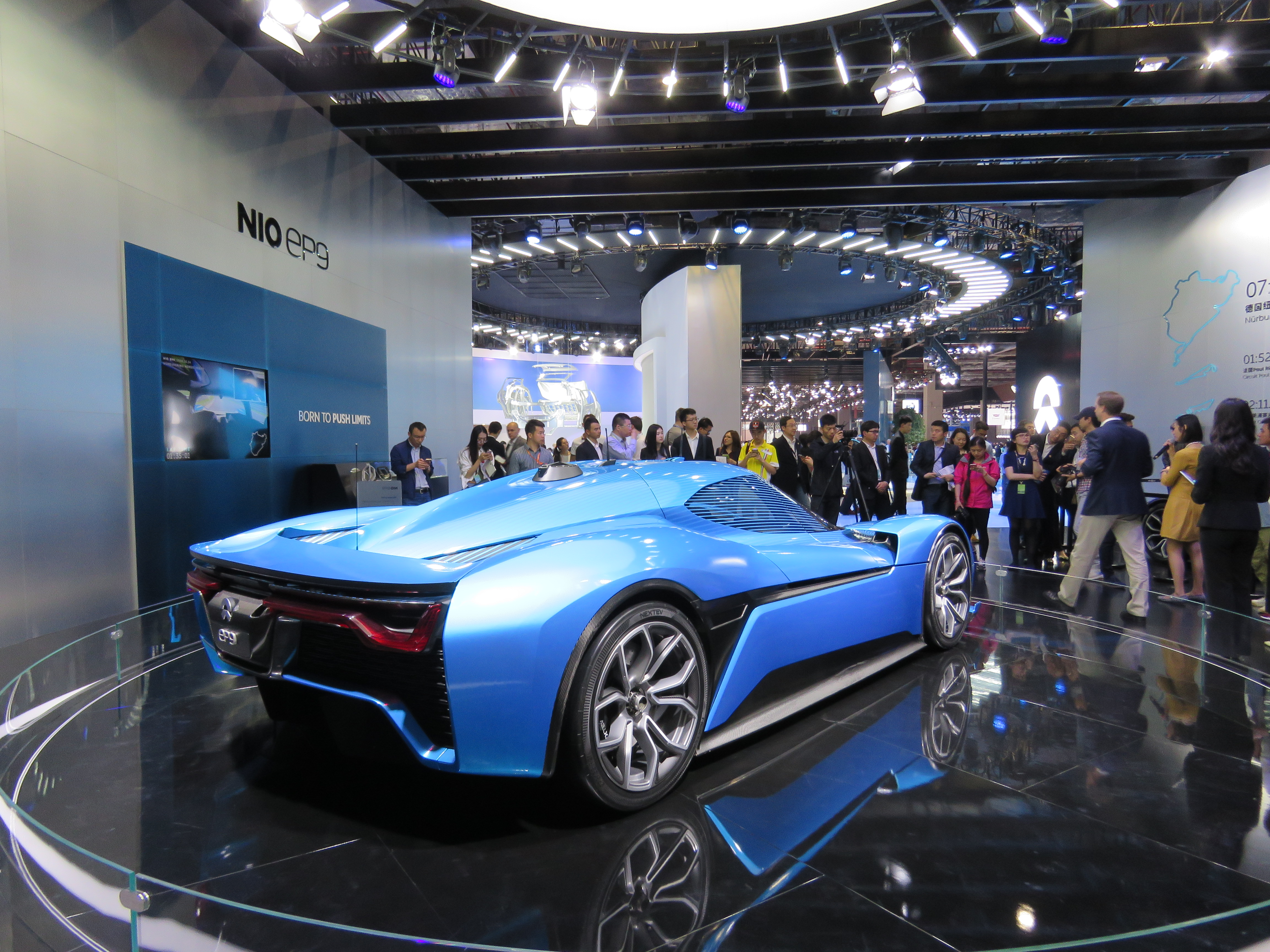
Vue arrière de la NIO EP9.

Chacune des roues de l'EP9 possède son propre moteur et sa propre transmission. Chaque moteur dispose d'une puissance de 335 ch, pour une puissance totale de 1 341 ch. L'EP9 est à la fois une traction intégrale et une traction individuelle sur chaque roue. La voiture dispose d'un système avancé de vectorisation du couple capable d'ajuster la puissance délivrée à chaque roue.
La voiture est équipée d'une suspension active, comprenant un contrôleur de hauteur de conduite qui effectue 200 calculs par seconde. Les freins sont construits et développés en interne par NextEV.
Les batteries de l'EP9 permettent une autonomie maximale de 427 km, la recharge complète se fait en 45 minutes, et leur remplacement peut être effectué en seulement 8 minutes.
Les batteries pèsent 635 kg. Le poids total de la voiture étant de 1 735 kg.

## Performance
La EP9 peut accélérer de 0 à 100 km/h en 2,7 secondes, de 0 à 200 km/h en 7,1 secondes et de 0 à 300 km/h en 15,9 secondes. La vitesse maximale est de 313 km/h.

## Conception
La structure du châssis, l'intérieur et l'extérieur sont entièrement fabriqués en fibre de carbone. La voiture est basée sur la réglementation FIA Le Mans Prototype.

### Extérieur
Il présente un aileron arrière mobile, réglable sur trois positions : rentré (stationnement), à faible traînée et à grande force d'appui. L'EP9 peut produire jusqu'à 2 447 kg d'appui à 240 km/h, semblable à une voiture de Formule 1.

### Intérieur
On trouve quatre écrans à l'intérieur du cockpit : un sur le côté conducteur du tableau de bord, un du côté passager du tableau de bord, un sur la console centrale et un sur le volant,,.
- Écrans du tableau de bord : les deux écrans affichent des données de performances, mais leurs fonctions diffèrent. L'écran du côté passager n'affiche que quatre mesures : la vitesse maximale de la voiture, le temps au tour et les forces G latérales, ainsi que la fréquence cardiaque du conducteur ;
- Écran de la console centrale : il affiche les données de performances, les temps intermédiaires et une carte de tracé avec la position de la voiture ;
- Écran de volant : le volant est une version simplifiée du volant de course de Formule E de NextEV et est construit par la même société.

## Records du monde
L'EP9 a établi le record du tour le plus rapide en véhicule électrique pour le circuit des Amériques, le circuit international de Shanghai et les circuits du Paul Ricard. Elle a également établi le record du tour le plus rapide réalisé par un véhicule autonome sur la piste du circuit des Amériques. Pour ces records, l'EP9 utilisait des pneus slicks de course.
| Circuit                           | Temps                                                        |
| --------------------------------- | ------------------------------------------------------------ |
| Nürburgring Nordschleife          | 6 min 45 s 90,                                               |
| Circuit Paul Ricard               | 1 min 52 s 78                                                |
| Circuit des Amériques             | 2 min 11 s 30 (avec conducteur) 2 min 40 s 33 (en autonome), |
| Circuit international de Shanghai | 2 min 1 s 11                                                 |